# Comuna Căuaș, Satu Mare
Căuaș (în maghiară Érkávás, în germană Kawesch) este o comună în județul Satu Mare, Transilvania, România, formată din satele Ady Endre, Căuaș (reședința), Ghenci, Ghilești, Hotoan și Rădulești.

## Demografie
Componența etnică a comunei Căuaș
     Români (42,54%)
     Maghiari (26,25%)
     Romi (21,91%)
     Alte etnii (9,3%)
Componența confesională a comunei Căuaș
     Ortodocși (31,7%)
     Reformați (26,34%)
     Greco-catolici (22,84%)
     Penticostali (5,18%)
     Romano-catolici (4,07%)
     Alte religii (0,4%)
     Necunoscută (9,47%)
Conform recensământului efectuat în 2021, populația comunei Căuaș se ridică la 2.259 de locuitori, în scădere față de recensământul anterior din 2011, când fuseseră înregistrați 2.388 de locuitori. Cei mai mulți locuitori sunt români (42,54%), cu minorități de maghiari (26,25%) și romi (21,91%). Din punct de vedere confesional, cei mai mulți locuitori sunt ortodocși (31,7%), cu minorități de reformați (26,34%), greco-catolici (22,84%), penticostali (5,18%) și romano-catolici (4,07%), iar pentru 9,47% nu se cunoaște apartenența confesională.

## Politică și administrație
Comuna Căuaș este administrată de un primar și un consiliu local compus din 11 consilieri. Primarul, Barna Nagy[*], de la Uniunea Democrată Maghiară din România, este în funcție din 1 noiembrie 2024. Începând cu alegerile locale din 2024, consiliul local are următoarea componență pe partide politice:
|  | Partid                                 | Consilieri | Componența Consiliului | Componența Consiliului | Componența Consiliului | Componența Consiliului | Componența Consiliului |
|  | -------------------------------------- | ---------- | ---------------------- | ---------------------- | ---------------------- | ---------------------- | ---------------------- |
|  | Uniunea Democrată Maghiară din România | 5          |                        |                        |                        |                        |                        |
|  | Partidul Național Liberal              | 3          |                        |                        |                        |                        |                        |
|  | Partidul Social Democrat               | 2          |                        |                        |                        |                        |                        |
|  | Alianța pentru Unirea Românilor        | 1          |                        |                        |                        |                        |                        |

## Personalități născute aici
- Endre Ady (1877 - 1919), poet maghiar, considerat a fi unul dintre cei mai importanți poeți ai secolului XX și ai literaturii maghiare.